# Joe Grifasi
Joseph G. Grifasi, detto Joe (Buffalo, 14 giugno 1944), è un attore statunitense.

## Biografia
Grifasi nasce a Buffalo da Patricia Gaglione e Joseph J. Grifasi. La famiglia paterna è originaria di Ravanusa (Agrigento). Si diploma alla Bishop Fallon High School, una ex scuola cattolica a Buffalo. Gioca a football e recita in molte rappresentazioni scolastiche. Frequenta per poco tempo il Canisius College, sempre a Buffalo, prima di entrare a far parte dell'esercito statunitense continuando a studiare alla scuola di recitazione di Yale. Lì conosce la sua futura moglie, la sassofonista Jane Ira Bloom.
Nel 1977 debutta nel film Secret Service.

## Filmografia parziale

### Cinema
- Il cacciatore (The Deer Hunter), regia di Michael Cimino (1978)
- Toccando il paradiso (Something Short of Paradise), regia di David Helpern (1979)
- Li troverò ad ogni costo (Hide in Plain Sight), regia di James Caan (1980)
- Crazy Runners - Quei pazzi pazzi sulle autostrade (Honky Tonk Freeway), regia di John Schlesinger (1981)
- Una lama nel buio (Still of the Night), regia di Robert Benton (1982)
- Splash - Una sirena a Manhattan (Splash), regia di Ron Howard (1984)
- Il Papa del Greenwich Village (The Pope of Greenwich Village), regia di Stuart Rosenberg (1984)
- Chi più spende... più guadagna! (Brewster's Millions), regia di Walter Hill (1985)
- Facoltà di medicina (Bad Medicine), regia di Harvey Miller (1985)
- F/X - Effetto mortale (F/X), regia di Robert Mandel (1986)
- Matewan, regia di John Sayles (1987)
- Ironweed, regia di Héctor Babenco (1987)
- Affari d'oro (Big Business), regia di Jim Abrahams (1988)
- Una pallottola spuntata (The Naked Gun: From the Files of Police Squad!), regia di David Zucker (1988)
- Spiagge (Beaches), regia di Garry Marshall (1988)
- Uno strano caso (Chances Are), regia di Emile Ardolino (1989)
- Presunto innocente (Presumed Innocent), regia di Alan Pakula (1990)
- La città della speranza (City of Hope), regia di John Sayles (1991)
- Benny & Joon, regia di Jeremiah S. Chechik (1993)
- Mister Hula Hoop (The Hudsucker Proxy), regia di Joel ed Ethan Coen (1994)
- Una pallottola spuntata 33⅓ - L'insulto finale (Naked Gun 33 1/3: The Final Insult), regia di Peter Segal (1994)
- Assassini nati - Natural Born Killers (Natural Born Killers), regia di Oliver Stone (1994)
- Dolly's Restaurant, regia di James Mangold (1995)
- Batman Forever, regia di Joel Schumacher (1995)
- Un giorno da ricordare (Two Bits), regia di James Foley (1995)
- Money Train, regia di Joseph Ruben (1995)
- Un giorno, per caso (One Fine Day), regia di Michael Hoffman (1996)
- Lo spezzaossa (The Naked Man), regia di J. Todd Anderson (1998)
- Sperduti a Manhattan (The Out-of-Towners), regia di Sam Weisman (1999)
- Ipotesi di reato (Changing Lanes), regia di Roger Michell (2002)
- Auto Focus, regia di Paul Schrader (2002)
- 30 anni in 1 secondo (13 Going on 30), regia di Gary Winick (2004)
- Doppia ipotesi per un delitto (Slow Burn), regia di Wayne Beach (2005)

### Televisione
- Credere per vivere (Will There Really Be a Morning?), regia di Fielder Cook – film TV (1983)
- Posto di polizia (One Police Plaza), regia di Jerry Jameson – film TV (1986)
- Testimone d'accusa (Perfect Witness), regia di Robert Mandel – film TV (1989)
- Linea diretta (WIOU) – serie TV, 14 episodi (1990-1991)
- Jack Reed: In cerca di giustizia (Jack Reed: A Search for Justice), regia di Brian Dennehy – film TV (1994)
- E.R. - Medici in prima linea (ER) - serie TV, 1 episodio (2003)
- Law & Order - Unità vittime speciali - serie TV, 14 episodi (2005-2021)
- Patricia Cornwell - Al buio (The Front), regia di Tom McLoughlin - film TV (2010)
- Bull - serie TV, episodio 5x06 (2020)
- Evil – serie TV, episodi 3x08-3x09-3x10 (2022)

## Doppiatori italiani
Nelle versioni in italiano delle opere in cui ha recitato, Joe Grifasi è stato doppiato da:
- Mino Caprio in Una pallottola spuntata 33⅓ - L'insulto finale, Law & Order - I due volti della giustizia (ep. 11x24), Un giorno, per caso, Law & Order - Unità vittime speciali (ep. 7x18, 9x01)
- Nino Prester in Uno strano caso, Benny & Joon, Lodge 49
- Stefano Oppedisano in The Good Wife, Bull (ep. 1x03), Law & Order - Unità vittime speciali (ep. 21x12)
- Dante Biagioni in Ipotesi di reato, Law & Order - Unità vittime speciali (ep. 7x06)
- Gerolamo Alchieri ne La fantastica signora Maisel, Law & Order - Unità vittime speciali (ep. 19x12)
- Michele Gammino ne Il cacciatore
- Vittorio Battarra in Una lama nel buio
- Gianni Williams in Chi più spende... più guadagna!
- Paolo Poiret in Ironweed
- Ennio Coltorti in Una pallottola spuntata
- Marco Mete in Presunto innocente
- Piero Tiberi in Law & Order - I due volti della giustizia (ep. 2x08)
- Diego Reggente in Law & Order - I due volti della giustizia (ep. 6x11)
- Vittorio Amandola in Batman Forever
- Bruno Scipioni in Money Train
- Sandro Sardone in Auto Focus
- Massimo Rinaldi in Doppia ipotesi per un delitto
- Giorgio Lopez in Law & Order - Unità vittime speciali (ep. 10x21)
- Dario Penne in Law & Order - Unità vittime speciali (ep. 12x08, 12x24)
- Pierluigi Astore in Law & Order - Unità vittime speciali (ep. 12x17)
- Bruno Alessandro in Law & Order - Unità vittime speciali (ep. 14x15)
- Paolo Buglioni in Law & Order - Unità vittime speciali (ep. 17x19)
- Pietro Biondi in Law & Order - Unità vittime speciali (ep. 20x20)
- Pieraldo Ferrante in Law & Order - Unità vittime speciali (ep. 23x06)
- Luca Dal Fabbro in New Amsterdam
- Guido Sagliocca in Bull